# فرودگاه شهری بریتون
فرودگاه شهری بریتون (به انگلیسی: Britton Municipal Airport) یک فرودگاه همگانی بهره‌برداری هوایی با کد یاتا TTO است که یک باند فرود آسفالت دارد و طول باند آن ۱۲۸۳ متر است. این فرودگاه در شهر بریتون، داکوتای جنوبی کشور ایالات متحده آمریکا قرار دارد و در ارتفاع ۴۰۲ متری از سطح دریا واقع شده‌است.